# エリサベタ (防護巡洋艦)
| エリサベタ (1905年-1916年) | |
| 艦歴                       | |
| 発注                       | アームストロング社造船所 |
| 起工                       | 1887年 |
| 進水                       | 1888年 |
| 就役                       | 1889年 |
| 修理                       | ガラツィ 造船所 1904年-1905年 |
| 除籍                       | 1920年 |
| その後                     | 除籍後はハルクとして使用、1930年に解体業者に売却後に解体処分 |
| 性能諸元                   | |
| 排水量                     | 常備：1,351トン |
| 全長                       | 73.4m |
| 全幅                       | 10.2m |
| 吃水                       | 3.7m |
| 機関                       | 形式不明石炭専焼円缶6基 +三段膨脹式レシプロ機関2基2軸推進 |
| 最大出力                   | 4,700shp |
| 最大速力                   | 18kt |
| 燃料                       | 石炭：80トン（常備）、300トン（満載） |
| 乗員                       | 190名 |
| 兵装                       | クルップ 15cm（35口径, ガラツィに搭載されました）単装砲4基 アームストロング 5.7cm（40口径）単装速射砲4基 オチキス 3.7ｃm（23口径）5連装機砲2基 35.6cm水中魚雷発射管単装4基 |
| 兵装 (1916-1930)           | 5.7 cm 単装砲 (4 門) |
| 装甲                       | 甲板：50mm（平坦部）、89mm（傾斜部） 司令塔：76 mm（最厚部） |

エリサベタ（Elisabeta）は、ルーマニア海軍の防護巡洋艦。艦名はルーマニア国王カロル1世の王妃エリサベタ・ア・ロムニエイ（Elisabeta a României）に因む。

## 概要
本艦はルーマニア海軍が自国の沿岸防衛のためにイギリスのアームストロング社に発注された。1888年10月に完工したが回航において、オスマン帝国がポスポラス海峡の通行を認めなかったため、地中海で武装解除し、海峡通過後に再武装する必要があり1889年にルーマニアで就役した。

## 艦形

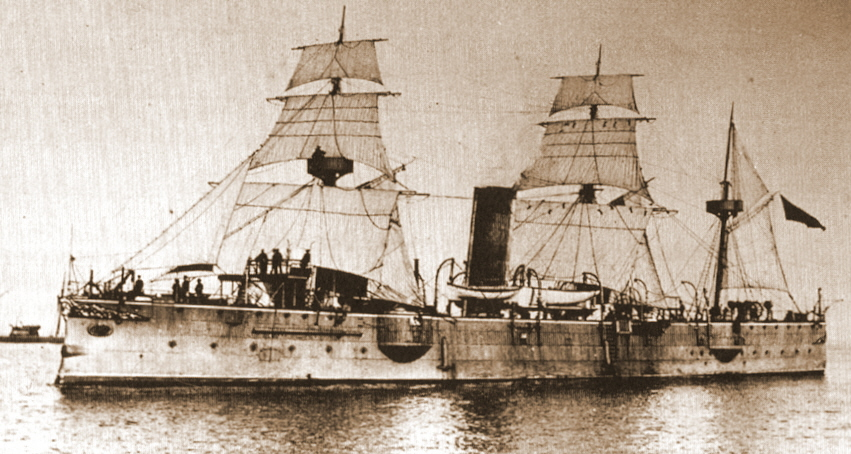
竣工時の「エリサベタ」

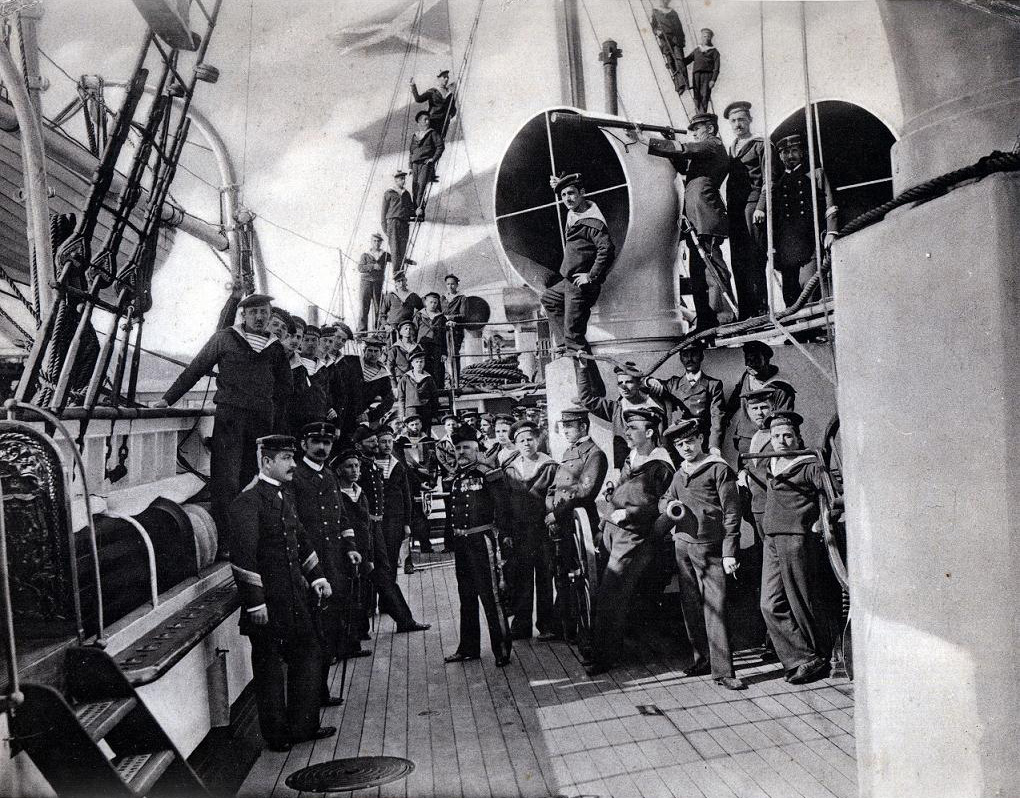
本艦の舷側甲板の写真。

本艦の船体形状は乾舷の低い平甲板型船体に帆走用のマスト3本が立つ初期の防護巡洋艦である。水面下に衝角（ラム）を持つ艦首から艦首甲板上に操舵艦橋と簡素な単脚式の前部マストが立つ。
船体中央部には1本煙突が立ち、その周囲には煙管型の通風筒が立っている。煙突の周囲は艦載艇置き場となっており、2本1組として片舷3組ずつ計6組のボート・ダビットにより運用された。舷側部には2か所の張り出しが設けられ、そこに主砲の15cm速射砲が防盾の付いた単装砲架で片舷2基ずつ計4基が配置された。後部甲板には後部マスト2本が立つ。副武装の5.7cm速射砲は単装砲架で艦首甲板上と艦尾甲板上に並列配置で2基ずつの計4基を配置した。

## 艦歴
エリサベタは1888年10月末にルーマニアへ向け出発して約3週間後に到着し、ガラツィ海軍工廠で兵装が搭載された。エリサベタは1889年と1890年に数度黒海で夏季練習航海を行った。1891年初め、地中海での5ヶ月間にわたる航海に出発。1894年、エリサベタはまず黒海で短期間の巡航を行い、それから長期間の地中海巡航を行った。1895年、キール運河の開通式典に参列するためキールに向かう。それからストックホルムへ向かいスウェーデン国王の査閲を受けた。1898年、初めてのルーマニア沿岸測量を実施。1904年から1905年にかけガラツィで大規模な改修がなされ、帆走用の装備が削減された。
第1次バルカン戦争中はコンスタンティノープルにあり、ルーマニアの公使館を守るためいくつかの部隊を上陸させた。戦争終結後の1913年6月15日にルーマニアに戻ったが、その翌日には第2次バルカン戦争が始まった。戦争中、エリサベタはドナウ川河口守備のためスリナにとどまっていた。第1次世界大戦が始まると武装が取り外され、それらはオーストリア＝ハンガリー帝国のモニターによる攻撃に対する備えとしてドナウ川に配置された。一方、エリサベタは戦争中スリナにとどまっていた。戦後はガラツィ、次いでスリナで兵舎として使用され、1926年にスクラップとして売却された。

## 活動成果
- 水雷艇1損傷 (1905年7月2日)[8]
- 航空機1破壊 (1916年11月7日)[9]